# Astragalus unilocularis
Astragalus unilocularis là một loài thực vật có hoa trong họ Đậu. Loài này được Kamelin & Pachom. miêu tả khoa học đầu tiên.